# Harhaj
Harhaj (in ungherese Herhely, in tedesco Siebenschein, in ruteno Harhay) è un comune della Slovacchia facente parte del distretto di Bardejov, nella regione di Prešov.

## Storia
Il villaggio viene citato per la prima volta nel 1336 quale possedimento della Signoria di Tročany.